# Кертіс Лазар
Кертіс Лазар (англ. Curtis Lazar; 2 лютого 1995, м. Селмон-Арм, Канада) — канадський хокеїст, центральний нападник. Виступає за «Оттава Сенаторс» у Національній хокейній лізі. 
Вихованець хокейної школи «Вернон МХА». Виступав за «Едмонтон Ойл-Кінгс» (ЗХЛ), «Оттава Сенаторс».
В чемпіонатах НХЛ — 28 матчів (1+6). 
У складі молодіжної збірної Канади учасник чемпіонатів світу 2014 і 2015. 
Досягнення
- Переможець молодіжного чемпіонату світу (2015).